# Unterausschuss Abrüstung, Rüstungskontrolle und Nichtverbreitung
Der Unterausschuss Abrüstung, Rüstungskontrolle und Nichtverbreitung ist ein Unterausschuss des Auswärtigen Ausschusses des Deutschen Bundestages.

## Aufgaben
Der Ausschuss befasst sich mit aktuellen abrüstungspolitischen Themen, wie der weltweiten Ächtung von Streumunition aber auch mit langfristigen Themen wie dem Abzug der Atomwaffen aus Deutschland.
Zu diesem Zweck werden regelmäßig Experten, Vertreter aus der Wissenschaft und Vertreter von Interessensvertretungen geladen. 
2023 waren dies unter anderem: Karl-Heinz Kamp (Politikwissenschaftler), Institut für Friedensforschung und Sicherheitspolitik an der Universität Hamburg, IPPNW, Stiftung Wissenschaft und Politik

## Mitglieder

### 20. Bundestag
Im 20. Deutschen Bundestag gehören nachfolgende Abgeordnete dem Ausschuss an:
| SPD – ordentlich    | SPD – stellv.       | CDU/CSU – ordentlich       | CDU/CSU – stellv.    | Bündnis 90/Die Grünen – ordentlich | Bündnis 90/Die Grünen – stellv. | FDP – ordentlich                      | FDP – stellv. | AfD – ordentlich    | AfD – stellv.   | Gruppe Die Linke – ordentlich     | Gruppe Die Linke – stellv.        | Gruppe BSW – ordentlich           | Gruppe BSW – stellv.              |
| ------------------- | ------------------- | -------------------------- | -------------------- | ---------------------------------- | ------------------------------- | ------------------------------------- | ------------- | ------------------- | --------------- | --------------------------------- | --------------------------------- | --------------------------------- | --------------------------------- |
| Falko Droßmann      | Gabriela Heinrich   | Peter Aumer Obmann         | Knut Abraham         | Max Lucks                          | Ottmar von Holtz                | Alexander Müller stellv. Vorsitzender | Jens Beeck    | Gerold Otten Obmann | Joachim Wundrak | nicht im Unterausschuss vertreten | nicht im Unterausschuss vertreten | nicht im Unterausschuss vertreten | nicht im Unterausschuss vertreten |
| Ralf Stegner Obmann | Aydan Özoğuz        | Armin Laschet Vorsitzender | Roderich Kiesewetter | Merle Spellerberg Obfrau           | Philip Krämer                   |                                       |               |                     |                 |                                   |                                   |                                   |                                   |
| Joe Weingarten      | Christian Schreider | Katja Leikert              | Tobias Winkler       |                                    |                                 |                                       |               |                     |                 |                                   |                                   |                                   |                                   |

Stand der Übersicht: 1. April 2024